# 20世紀フォックステレビジョン
20世紀フォックステレビジョン（にじっせいきフォックステレビジョン、20th Century FOX Television）は、かつて存在したアメリカの映画会社20世紀スタジオ（旧20世紀フォックス映画）のテレビ番組制作部門。2019年3月の買収以降はウォルト・ディズニー・テレビジョンの傘下であった。
かつてはフォックス放送をはじめとする多くのネットワークに向けて番組を制作するほか、シンジケイション向けの番組を「20th テレビジョン」として制作していたが、20世紀フォックステレビジョンは2020年8月に20th テレビジョンに統合されている。

## 概要
20世紀フォックステレビジョンは1949年にTCF テレビジョン・プロダクツとして設立され、1986年から20世紀フォックステレビジョンはネットワークの公式制作部門（フォックス21 テレビジョン・スタジオは非公式制作部門とみなされる）となった。
1989年当時の20世紀フォックステレビジョンの機能は、親会社の20世紀フォックスとは別の事業体である会社に引き継がれ、両社はニューズ・コーポレーションの子会社となった。2014年7月、フォックス放送と20世紀フォックステレビジョンの運営が、ウォルデンとニューマンが監督する新しいユニットであるフォックス・テレビジョン・グループに統合されることが発表され、2015年初頭、Mythology Entertainmentは、同社および同業他社のフォックス21 テレビジョン・スタジオとファーストディール契約を締結した。

## ディズニーによる買収
2017年12月14日にウォルト・ディズニー・カンパニーが21世紀フォックスを買収発表した。
フォックス傘下の映画制作部門である20世紀フォックス、20世紀フォックステレビジョンおよびフォックス21 テレビジョン・スタジオ、ケーブル放送事業のFXおよびナショナル ジオグラフィック、衛星放送事業をウォルト・ディズニー・テレビジョン（ディズニー・メディア・ネットワーク）、20世紀フォックス率いる子会社などはウォルト・ディズニー・スタジオのウォルト・ディズニー・モーション・ピクチャーズ・グループなどに編入され、ディズニー傘下企業となった。
20世紀フォックステレビジョンは、2020年8月に20th テレビジョンに統合されている。

## 主な制作番組
- 24 -TWENTY FOUR-（24）
- America's Most Wanted
- Arrested Development
- HOUSE
- The Bernie Mac Show
- Bob's Burgers
- Son of Zorn
- The O.C.
- 猿の惑星（Planet of the Apes）
- Xファイル（The X-Files）
- アメリカン・アイドル（American Idol）（19エンターテイメント、フリーマントルメディア共同制作）
- アリー my Love（Ally McBeal）
- キング・オブ・ザ・ヒル（King of the Hill）
- ザ・シンプソンズ（The Simpsons）
- ファミリー・ガイ（Family Guy）
- アメリカン・ダッド（American Dad!）
- フューチュラマ（Futurama）
- ザット'70sショー（That 70's Show）
- シカゴ・ホープ（Chicago Hope）
- シンプルライフ（The Simple Life）
- トゥルー・コーリング (Tru Calling)
- プリズン・ブレイク（Prison Break）
- マッドTV!（MADtv）
- L.A.ロー 七人の弁護士（L.A.Law）
- NYPDブルー（N.Y.P.D. Blue）
- Dr.トラッパー（Trapper John, M.D.）
- エイリアン・ネイション（Alien Nation）
- 俺たち賞金稼ぎ!!フォール・ガイ（The Fall Guy）
- ボストン・リーガル（Boston Legal）
- ザ・プラクティス（The Practice）
- ダークエンジェル（Dark Angel）